# Petronax du Mont-Cassin
Petronax, dit « du Mont-Cassin », est considéré comme étant le « second fondateur du Mont-Cassin » (le premier fondateur de l'abbaye étant saint Benoît). Il est vénéré par les catholiques sous le nom de saint Petronax.
Natif de Brescia, il devint moine bénédictin et en 717, fut envoyé au Mont Cassin par le pape Grégoire II, pour visiter les ruines de la fameuse abbaye détruite par les Lombards en 580.
Après s'être recueilli sur la tombe de saint Benoît, Petronax rassembla les ermites qui occupaient les restes de l'ancienne abbaye et en commença la reconstruction.
Il en fut élu abbé, charge qu'il occupa pendant trente ans, jusqu'à sa mort en 747.
Il est fêté le 6 mai.

## Sources
- (en)  Cet article contient des extraits traduits d'un article de la Catholic Encyclopedia dont le contenu se trouve dans le domaine public.

- (en) Cet article est partiellement ou en totalité issu de l’article de Wikipédia en anglais intitulé « Petronax of Monte Cassino » (voir la liste des auteurs).

## Liens
- Notice dans un dictionnaire ou une encyclopédie généraliste :   - Treccani
- Notices d'autorité :   - VIAF
  - LCCN
  - GND
  - WorldCat